# Alfarrasí
Alfarrasí es un municipio español de la Comunidad Valenciana, España. Perteneciente a la provincia de Valencia, en la comarca de Valle de Albaida. Cuenta con una población de 1175 habitantes (INE 2024).

## Toponimia
El topónimo deriva del árabe الخرّاصين (al-ḫarrāṣīn) «los alfarrazadores». El término hace referencia al antiguo oficio de «alfarrazador» (en valenciano alfarrassador), es decir, quien ajusta a ojo el valor de los frutos en el árbol antes de que se recojan.

## Geografía
Integrado en la comarca de Valle de Albaida, se sitúa a 80 kilómetros de la capital provincial. El término municipal está atravesado por las carretera autonómicas CV-620 (antigua N-340), CV-60 (Ollería-Gandía) y CV-640 (Montaverner-Ollería).
El relieve es predominantemente llano, encontrándose la mayor parte del territorio en la margen izquierda del río Albaida, tras la confluencia con el río Clariano. La superficie del término es ondulada, y carece de alturas importantes a excepción de un pequeño promontorio sobre el que se sitúa una ermita. Los ríos Albaida y Clariano sirven de límite por el este y el sur. La altitud oscila entre los 250 m al noroeste y los 160 m a orillas del río Albaida. El pueblo se alza a 197 m sobre el nivel del mar.

### Localidades limítrofes
| Noroeste: Ollería | Norte: Guadasequies | Noreste: Sempere     |
| Oeste: Ollería    |                     | Este: Benisuera      |
| Suroeste: Palomar | Sur: Montaverner    | Sureste: Montaverner |

## Historia
De origen árabe, está registrado en el año 1239, años antes de la conquista del rey Jaime I. Su conquista está datada en 1244. Su primer señor fue Llorenç Rocafull. Desde 1244 a 1707 pertenecía a la Gobernación de Játiva y dependía eclesiásticamente, hasta 1542, de Benigánim. Fue lugar de moriscos y con su expulsión permaneció prácticamente despoblada hasta 1625. Durante la dominación musulmana, estaba formado por una alquería y el Rahal Alcayd, finca particular del caíd de la medina de Játiva. Según el libro del repartimiento, los primeros pobladores fueron D. Guerrero, Gil de Alarcón, Juan de Agreda y Martín del Rey. A mediados de siglo XVIII fue vendida en pública subasta a la casa de Fuenteclara para poder pagar a sus acreedores. El verdadero señorío temporal fue concedido a los Condes de Faura.
Los agermanados visitaron Alfarrasí, llevándose grandes cantidades de trigo, cebada, aceite y ganado a fin de mantenerse en el Castillo de Játiva. Los textos antiguos destacan la ubicación estratégica militar del pueblo. De hecho, en 1813, durante la Guerra de la Independencia, la plaza Mayor sirvió como plaza de armas para los soldados franceses. En 1813, los franceses instalaron un destacamento militar en la partida llamada la Batería. De 1822 a 1833, con la nueva distribución territorial de las Cortes de Cádiz, formó parte de la provincia de Játiva.

En 1900 aumentó la población hasta los 886 habitantes, gracias a la prosperidad vitivinícola. El paso de la carretera N-340, construida entre 1860 y 1862 atrajo la construcción de nuevas casas (actualmente la carretera ha pasadao a propiedad de la Comunidad Valenciana y se ha renombrado como CV-620). A pesar de eso, el número de habitantes volvió a disminuir hasta los 675 habitantes por culpa de la crisis de la filoxera de 1910. Superada la crisis, y gracias a la inmigración manchega, andaluza y del valle de Ayora (que venían buscando la industria), volvió a aumentar la población hasta estabilizarse cerca de los 1200 habitantes.

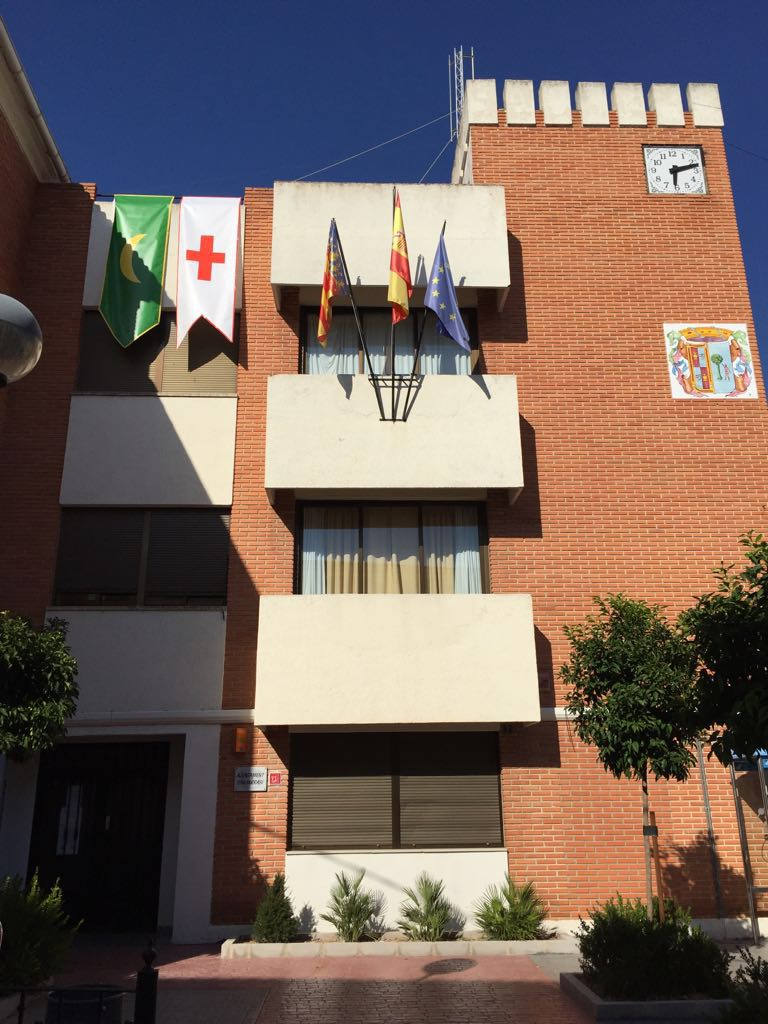
Ayuntamiento de Alfarrasí

## Demografía
Alfarrasí cuenta con una población de 1175 habitantes (INE 2024).
| Gráfica de evolución demográfica de Alfarrasí entre 1842 y 2021                                                     |
| |
| Población de derecho según los censos de población del INE Población de hecho según los censos de población del INE |

## Economía
La principal producción es la uva de mesa, seguida de los cereales, olivos y en menor proporción, algarrobos y frutales; destacan algunas variedades de melocotón. Los cultivos de regadío, localizados en los bancales próximos a los ríos, en los que cosechan cereales y hortalizas para el consumo local.
La actividad industrial ha tenido un desarrollo en los últimos años; actualmente se fabrican cestas, manufacturados de mimbre y plástico, géneros de punto; hay una importante fábrica de toallas.

## Administración y política
Su ayuntamiento está governado por el PP con 5 regidores por 4 del PSPV-PSOE.
| Periodo   | Nombre                     | Partido      |
| --------- | -------------------------- | ------------ |
| 1979-1983 | Juan Juliá Costa           | PSPV-PSOE    |
| 1983-1987 | Juan Juliá Costa           | AP-PDP-UV-UL |
| 1987-1991 | Roberto Vidal Bataller     | PSPV-PSOE    |
| 1991-1995 | Roberto Vidal Bataller     | PSPV-PSOE    |
| 1995-1999 | Juan José Calabuig Plá     | PSPV-PSOE    |
| 1999-2003 | Rosa Adelina Vidal Llorens | PP           |
| 2003-2007 | Rosa Adelina Vidal Llorens | PP           |
| 2007-2011 | Rosa Adelina Vidal Llorens | PP           |
| 2011-2015 | Rosa Adelina Vidal Llorens | PP           |
| 2015-2019 | Federico Vidal Martínez    | PSPV-PSOE    |
| 2019-2023 | Federico Vidal Martínez    | PSPV-PSOE    |
| 2023-act. | Ismael Sanvíctor Vidal     | PP           |

## Patrimonio

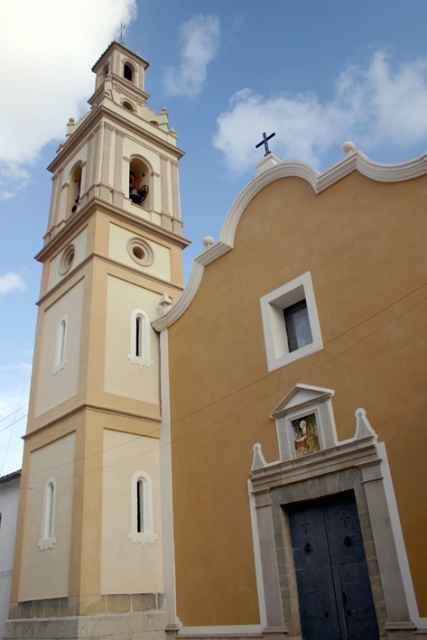
Iglesia de San Jerónimo de Alfarrasí

- Iglesia de San Jerónimo de AlfarrasíIglesia parroquial de San Jerónimo. Fue construida en 1739 (siglo XVIII). Las pinturas de presbiterio y crucero son de Joaquín Oliet Cruella. El titular de la parroquia es San Jerónimo. Muestra una nave cubierta por vuelta de “mig canó”, con lunas y reforzada entre contrafuertes. En el interior destaca el altar mayor, las pinturas de Joaquín Oliet Cruella, y las conchas donde se encuentran “San Gregorio Magno”, “San Agustín”, “San Ambrosio” y “San Jerónimo”. La puerta es adovelada y enmarcada por careas. En el exterior destaca su campanario de planta cuadrangular, cuatro cuerpos, de ladrillo con masonería y zócalo de piedra, rematado, donde se localizan las campanas. Recientemente se ha procedido a la restauración de las distintas campanas que conforman el campanario.

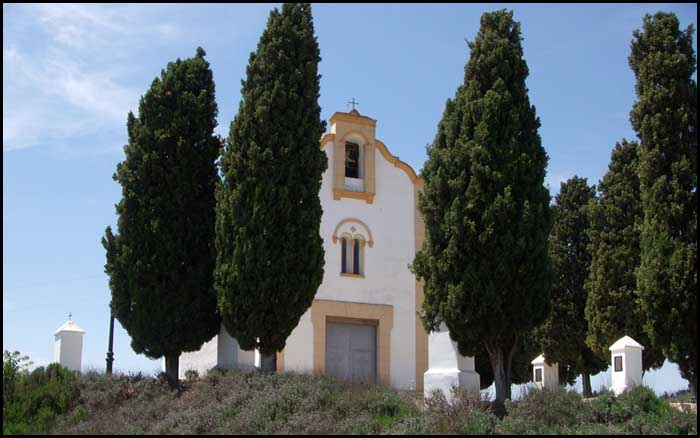
Ermita del Santísimo Cristo de la Agonía de Alfarrasí

- Ermita del Santísimo Cristo de la Agonía de AlfarrasíErmita del Cristo de la Agonía. Desde mediados del siglo XVIII se levanta sobre un altozano orientado al sureste con unas vistas espléndidas de la comarca del Valle de Albaida y de las sierras Benicadell y parque natural de la Sierra Mariola. Se halla sobre una pequeña elevación en la entrada del municipio, y se llega a ella por un camino escalonado jalonado por cipreses y las capillitas del Vía Crucis, muy sencillas. Esta ermita fue construida entre 1739 y 1743 por iniciativa de los vecinos, estando consagrada originalmente a la Virgen de los Dolores. Llegó a los inicios de nuestro siglo bastante descuidada y en semiabandono, siendo restaurada, dándole un impecable aspecto y dotándola de un entorno muy cuidado, con bancos, jardines, zonas de esparcimiento, etc. Se trata de una pequeña capilla con una curiosa planta ya que es octogonal inscrita en un círculo. La fachada tiene decoración de dos pilastras en las esquinas, que se alzan hasta la cornisa mixtilínea cuyo centro se rompe por la espadaña que queda empotrada en el frontón, con arco de medio punto que contiene la campana y remate de pináculo y cruz de hierro. La puerta de acceso es adintelada, emplanchada con relieve de cruces y rodeada por amplio fajón. Sobre ella se abre una ventanita en ajimez con guardapolvo de medio punto. El interior sigue el gusto neoclásico, con una entrada recta que enseguida se abre formando un óvalo y con paredes adornadas por columnas adosadas y cubierto por cúpula ciega. Existen capillas laterales con imágenes de la Virgen de los Desamparados y la Santísima Trinidad en el lado del evangelio y de la Virgen de Fátima y Santa Cecilia, en el de la epístola. La imagen del Cristo titular, de olot y con dos ángeles a los pies, se halla en el nicho del altar, con sus andas doradas. Todas ellas son posteriores a 1940.

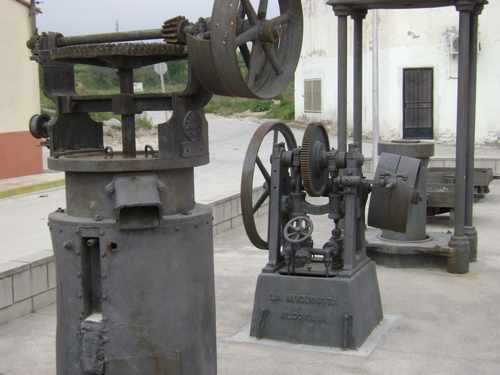
Exposición permanente de herramientas de almazara

- Exposición permanente de herramientas de Almazara. Se trata de una exposición situada en la plaza de la Cruz y en la que se pueden observar distintas herramientas antiguas empleadas en Almazara en la antigua vivienda denominada La Casa Nova. Una vez demolida, se emplazaron estos utensilios a la ubicación actual como recuerdo del pasado. Esta exposición se encuentra al aire libre y está abierta a todo el público.

## Fiestas locales
- En enero San Antonio Abad. La “Foguera de Sant Antoni” es una tradición mediterránea muy arraigada en los pueblos de la Comunidad Valenciana. Alfarrasí celebra cada año esta festividad en honor a San Antonio durante la segunda semana del mes de enero. La preparación de la “Foguera de Sant Antoni” comienza con varios días de antelación con las tareas de recogida de la leña y las ramas, en la que muchos vecinos del pueblo colaboran. El día de la “Foguera” los vecinos comienzan la jornada con una comida de hermandad, en la que suelen juntarse en torno a las comidas típicas del pueblo, como el arròs al forn. A la noche se produce el acto de la “cremà”, pero antes la banda de música acompaña por las calles del pueblo, al párroco y a los vecinos, que se dirigen junto con la imagen de San Antonio a la hoguera, donde recibirá la bendición del párroco antes de ser encendida. La “Foguera” se enciende con una gran traca y al son de varias piezas musicales tocadas por los músicos del pueblo. Al finalizar se hace un castillo de fuegos artificiales y los vecinos cenan con hermandad la típica "torrà". Al amanecer se celebra un acto en la parroquia en el que los vecinos llevan a sus animales queridos para que reciban la bendición del Párroco.
- En Pascua se celebra "L'Angelet de la corda". Durante la Pascua Florida una niña vestida de ángel le quita el manto a la Virgen María antes de la Misa Mayor. Esta fiesta es única en la Comunidad Valenciana, estando basada en la Bajada del Ángel de Tudela, arraigándose en Alfarrasí desde 1912. El municipio de Tudela (Navarra) es el que inicia esta tradición, que fue importada a Alfarrasí por José Ramón Esteve, un vecino de la localidad que presenció este acto cuando prestaba el servicio militar. Esta tradición además de en Alfarrasí, se celebra en algunos municipios como Aranda de Duero (Burgos), Peñafiel (Valladolid), Muros (La Coruña) y Ariza (Zaragoza).
- Fiestas patronales y de Moros y Cristianos. En la segunda quincena de agosto Alfarrasí se llena de color con múltiples actos festivos que atraen a la gente de otras localidades y a los vecinos que, aunque ya no viven en el municipio, aprovechan estos días para pasear por nuestras calles y reencontrarse con los amigos de siempre. Cada año, durante las fiestas de Moros y Cristianos, disfrutan de los múltiples actos que se celebran, destacan entre otros la cabalgata humorística, las tradicionales partidas de exhibición de pelota valenciana y la carrera ciclista de Alfarrasí, las diversas cenas de hermandad, el parque infantil, los conciertos de las bandas de música en la plaza Mayor, la actuación de orquestas, los desfiles de las comparsas, l’Ambaixà de Moros i Cristians, el castillo de fuegos artificiales, etc. También se celebran fiestas al Cristo de la Agonía y a San Roque (patrón del municipio) y de la Vera Cruz (Vera Creu).
- El 22 de noviembre se celebra Santa Cecilia a cargo de las dos sociedades musicales de la población:
  - Agrupación Musical "La Banda" de Alfarrasí.
  - Banda Instructiva Musical de Alfarrasí.

## Gastronomía
- Es típico de Alfarrasí:
  - Arròs al Forn.
  - Coca de pimentó i tomaca.
  - Pastissets de boniato.
  - Buñuelos de calabaza.